# Seventh Tour of a Seventh Tour
Seventh Tour of a Seventh Tour fue un tour llevado a cabo por la banda de heavy metal británico, Iron Maiden; en 1988, con motivo de su séptimo álbum de estudio, Seventh Son of a Seventh Son. Fue su última gira para presentar el guitarrista Adrian Smith, hasta que se reincorporó a la banda en 1999 y su primera en incluir Michael Kenney (técnico bajista Steve Harris) en los teclados.
Tras comenzar con una serie de conciertos en América del Norte, el recorrido tuvo a la banda como cabeza de cartel en el Monsters of Rock Festival en Donington Park, con un récord de 107.000 personas, el más multitudinario en la historia de dicho festival. En el invierno , la banda emprendió una serie de espectáculos en arena en el Reino Unido, durante el cual el Maiden England vídeo del concierto fue grabado en el NEC de Birmingham.

## Bandas teloneras
Las bandas de apertura de esta gira fueron: David Lee Roth; Anthrax; Megadeth; Metallica; Guns N' Roses; W.A.S.P.; Helloween; Killer Dwarfs; Ossian; Trust; Great White; L.A. Guns; Backstreet Girls (reemplazado por Helloween en Noruega); Frehley's Comet.

## Fechas de la gira
| Fecha                                          | Ciudad                          | País                            | Lugar                              |
| Séptimo Tour de un Séptimo Tour                | Séptimo Tour de un Séptimo Tour | Séptimo Tour de un Séptimo Tour | Séptimo Tour de un Séptimo Tour    |
| ---------------------------------------------- | ------------------------------- | ------------------------------- | ---------------------------------- |
| 28 de abril de 1988                            | Colonia                         | Alemania                        | Imperio Club                       |
| 29 de abril de 1988                            | Colonia                         | Alemania                        | Imperio Club                       |
| 8 de mayo de 1988                              | Nueva York                      | Estados Unidos                  | L'amour                            |
| 13 de mayo de 1988                             | Moncton                         | Canadá                          | Moncton Coliseum                   |
| 14 de mayo de 1988                             | Halifax                         | Canadá                          | Halifax Metro Centre               |
| 16 de mayo de 1988                             | Quebec                          | Canadá                          | Colisée Pepsi                      |
| 17 de mayo de 1988                             | Montreal                        | Canadá                          | foro de Montreal                   |
| 18 de mayo de 1988                             | Ottawa                          | Canadá                          | Ottawa Centro Cívico               |
| 20 de mayo de 1988                             | Toronto                         | Canadá                          | CNE Banda de Shell                 |
| 23 de mayo de 1988                             | Winnipeg                        | Canadá                          | Winnipeg Arena                     |
| 25 de mayo de 1988                             | Edmonton                        | Canadá                          | Northlands Coliseum                |
| 27 de mayo de 1988                             | Calgary                         | Canadá                          | Juegos Olímpicos Saddledome        |
| 30 de mayo de 1988                             | Vancouver                       | Canadá                          | Pacific Coliseum                   |
| 31 de mayo de 1988                             | Spokane                         | Estados Unidos                  | Spokane Coliseum                   |
| 1 de junio de 1988                             | Seattle                         | Estados Unidos                  | Seattle Center Arena               |
| 3 de junio de 1988                             | Salt Lake City                  | Estados Unidos                  | Salt Palace                        |
| 5 de junio de 1988                             | Mountain View                   | Estados Unidos                  | Shoreline Amphitheatre             |
| 6 de junio de 1988                             | Sacramento                      | Estados Unidos                  | Cal Expo                           |
| 8 de junio de 1988                             | Irvine                          | Estados Unidos                  | Irvine Meadows Amphitheatre        |
| 9 de junio de 1988                             | Irvine                          | Estados Unidos                  | Irvine Meadows Amphitheatre        |
| 10 de junio de 1988                            | San Diego                       | Estados Unidos                  | Sports Arena                       |
| 12 de junio de 1988                            | Inglewood                       | Estados Unidos                  | The Forum                          |
| 13 de junio de 1988                            | Phoenix                         | Estados Unidos                  | Compton Terrace                    |
| 14 de junio de 1988                            | Albuquerque                     | Estados Unidos                  | Tingley Coliseum                   |
| 15 de junio de 1988                            | Denver                          | Estados Unidos                  | McNichols Sports Arena             |
| 17 de junio de 1988                            | San Luis                        | Estados Unidos                  | Auditorio Kiel                     |
| 18 de junio de 1988                            | Kansas City                     | Estados Unidos                  | Kemper Arena                       |
| 19 de junio de 1988                            | Omaha                           | Estados Unidos                  | Omaha Civic Auditorium             |
| 21 de junio de 1988                            | Bloomington                     | Estados Unidos                  | Met Center                         |
| 22 de junio de 1988                            | Cedar Rapids                    | Estados Unidos                  | Cinco Estaciones Centro            |
| 23 de junio de 1988                            | Rosemont                        | Estados Unidos                  | Allstate Arena                     |
| 25 de junio de 1988                            | East Troy                       | Estados Unidos                  | Alpine Valley Music Theatre        |
| 27 de junio de 1988                            | Indianápolis                    | Estados Unidos                  | Plaza de Mercado de La Arena       |
| 28 de junio de 1988                            | Colón                           | Estados Unidos                  | Battelle Hall                      |
| 29 de junio de 1988                            | Cincinnati                      | Estados Unidos                  | Jardines de Cincinnati             |
| 1 de julio de 1988                             | Saginaw                         | Estados Unidos                  | Dow Event Center                   |
| 2 de julio de 1988                             | Detroit                         | Estados Unidos                  | Joe Louis Arena                    |
| 3 de julio de 1988                             | Richfield                       | Estados Unidos                  | Richfield Coliseum                 |
| 5 de julio de 1988                             | Pittsburgh                      | Estados Unidos                  | Civic Arena                        |
| 6 de julio de 1988                             | Poughkeepsie                    | Estados Unidos                  | Mid-Hudson Civic Center            |
| 8 de julio de 1988                             | East Rutherford                 | Estados Unidos                  | Brendan Byrne Arena                |
| 13 de julio de 1988                            | New Haven                       | Estados Unidos                  | New Haven Coliseum                 |
| 15 de julio de 1988                            | Uniondale                       | Estados Unidos                  | Nassau Veterans Memorial Coliseum  |
| 16 de julio de 1988                            | Troy                            | Estados Unidos                  | Houston Field House                |
| 17 de julio de 1988                            | Worcester                       | Estados Unidos                  | Centrum                            |
| 19 de julio de 1988                            | Portland                        | Estados Unidos                  | Condado de Cumberland Civic Center |
| 20 de julio de 1988                            | Providence                      | Estados Unidos                  | Civic Center                       |
| 22 de julio de 1988                            | Filadelfia                      | Estados Unidos                  | El Espectro                        |
| 27 de julio de 1988                            | Atlanta                         | Estados Unidos                  | Fox Theater                        |
| 29 de julio de 1988                            | Fort Worth                      | Estados Unidos                  | Tarrant County Convention Center   |
| 30 de julio de 1988                            | Austin                          | Estados Unidos                  | Frank Erwin Center                 |
| 31 de julio de 1988                            | Houston                         | Estados Unidos                  | Cumbre                             |
| 2 de agosto de 1988                            | Nueva Orleans                   | Estados Unidos                  | Lakefront Arena                    |
| 4 de agosto de 1988                            | Daytona Beach                   | Estados Unidos                  | Ocean Center                       |
| 5 de agosto de 1988                            | Pembroke Pines                  | Estados Unidos                  | Hollywood Sportatorium             |
| 6 de agosto de 1988                            | Tampa                           | Estados Unidos                  | Sun Dome                           |
| 7 de agosto de 1988                            | Landover                        | Estados Unidos                  | Centro de Capital                  |
| 8 de agosto de 1988                            | Columbia                        | Estados Unidos                  | Carolina del Coliseo               |
| 9 de agosto de 1988                            | Charlotte                       | Estados Unidos                  | Charlotte Coliseum                 |
| 10 de agosto de 1988                           | Hampton                         | Estados Unidos                  | Hampton Coliseum                   |
| Charlotte y El Tour Mundial de las Rameras     |                                 |                                 |                                    |
| 18 de agosto de 1988                           | Londres                         | Inglaterra                      | Queen Mary College                 |
| Tour séptimo de una Europa séptimo Tour de     |                                 |                                 |                                    |
| 20 de agosto de 1988                           | Castle Donington                | Inglaterra                      | Monsters of Rock                   |
| 25 de agosto de 1988                           | Generali Arena                  | Praga                           | Checoslovaquia                     |
| 27 de agosto de 1988                           | Schweinfurt                     | Alemania                        | Maimarkt-Gelände                   |
| 28 de agosto de 1988                           | Bochum                          | Alemania                        | Ruhrland Stadion                   |
| 31 de agosto de 1988                           | Budapest                        | Hungría                         | Estadio Nandor Hidegkuti           |
| 2 de septiembre de 1988                        | Innsbruck                       | Austria                         | Olympiahalle Innsbruck             |
| 4 de septiembre de 1988                        | Tilburg                         | Países Bajos                    | Sportpark Wilhelm II               |
| 8 de septiembre de 1988                        | Lausana                         | Suiza                           | Palais de Beaulieu                 |
| 10 de septiembre de 1988                       | Modena                          | Italia                          | Arena Festa Nazionale Dell Unita   |
| 13 de septiembre de 1988                       | Atenas                          | Grecia                          | Estadio AEK                        |
| 17 de septiembre de 1988                       | Pamplona                        | España                          | Plaza de toros                     |
| 18 de septiembre de 1988                       | Madrid                          | España                          | Casa de Campo                      |
| 20 de septiembre de 1988                       | Cascais                         | Portugal                        | Pabellón de Cascais                |
| 22 de septiembre de 1988                       | Barcelona                       | España                          | Plaza de toros                     |
| 24 de septiembre de 1988                       | París                           | Francia                         | Palais Omnisports de Paris-Bercy   |
| 25 de septiembre de 1988                       | París                           | Francia                         | Palais Omnisports de Paris-Bercy   |
| 26 de septiembre de 1988                       | Bruselas                        | Bélgica                         | Bosque Nacional                    |
| 28 de septiembre de 1988                       | Copenhague                      | Dinamarca                       | KB Hallen                          |
| 30 de septiembre de 1988                       | Estocolmo                       | Suecia                          | Isstadion                          |
| 1 de octubre de 1988                           | Gotemburgo                      | Suecia                          | Scandinavium                       |
| 3 de octubre de 1988                           | Helsinki                        | Finlandia                       | Helsinki Ice Hall                  |
| 5 de octubre de 1988                           | Drammen                         | Noruega                         | Drammenshallen                     |
| Tour séptimo de un séptimo Tour de Reino Unido |                                 |                                 |                                    |
| 18 de noviembre de 1988                        | Newport                         | Gales                           | Newport Centre                     |
| 20 de noviembre de 1988                        | Edimburgo                       | Escocia                         | Edinburgh Playhouse                |
| 21 de noviembre de 1988                        | Edimburgo                       | Escocia                         | Edinburgh Playhouse                |
| 22 de noviembre de 1988                        | Edimburgo                       | Escocia                         | Edinburgh Playhouse                |
| 24 de noviembre de 1988                        | Whitley Bay                     | Inglaterra                      | Whitley Bay Pista de Hielo         |
| 25 de noviembre de 1988                        | Whitley Bay                     | Inglaterra                      | Whitley Bay Pista de Hielo         |
| 27 de noviembre de 1988                        | Birmingham                      | Inglaterra                      | NEC Arena                          |
| 28 de noviembre de 1988                        | Birmingham                      | Inglaterra                      | NEC Arena                          |
| 30 de noviembre de 1988                        | Manchester                      | Inglaterra                      | Manchester Apollo                  |
| 1 de diciembre de 1988                         | Manchester                      | Inglaterra                      | Manchester Apollo                  |
| 4 de diciembre de 1988                         | Sheffield                       | Inglaterra                      | Sheffield City Hall                |
| 6 de diciembre de 1988                         | Londres                         | Inglaterra                      | Hammersmith Odeon                  |
| 7 de diciembre de 1988                         | Londres                         | Inglaterra                      | Hammersmith Odeon                  |
| 10 de diciembre de 1988                        | Londres                         | Inglaterra                      | Wembley Arena                      |
| 11 de diciembre de 1988                        | Londres                         | Inglaterra                      | Wembley Arena                      |
| 12 de diciembre de 1988                        | Londres                         | Inglaterra                      | Hammersmith Odeon                  |